# Индуциомар
Индуциомар (Indutiomarus; † 53 пр.н.е.) е княз или крал на келтското племе тревери. Той е „Глава на Независимата партия“ при треверите, противник на про-римския княз Цингеторикс (Cingetorix), който е негов зет. Тези сведения са от De bello Gallico от Гай Юлий Цезар и от римската история от Дион Касий.

## Управление
В началото на 54 пр.н.е., през Галската война, Цезар марширува с четири легиона (около 15.000 души) и 800 ездачи в племенните земи на треверите. При треверите два княза се карат за надмощие. Цингеторикс е про-римски настроен и обещава на Цезар своята вярност, Индуциомар събира пехотинци и конници и се подготвя за война. По-голяма част от тревериските благородници обаче приема позицията на Цингеторикс, затова и Индуциомар също се съгласява с тях. Цезар взема 200 заложници чрез Индуциомар, между тях синът му и всички негови роднини, които по име всички са познати на Цезар. Освен това Цезар засилва противника на Индуциомар Цингеторикс, което Индуциомар приема като голямо наскърбление.
В края на 54 пр.н.е. Индуциомар убеждава кралете на съседните на треверите ебурони, Амбиорикс и Катуволк, за въстание. След унищожаване на петнадесет кохорти при Атватука от Амбиорикс, треверите с Индуциомар и много други племена се включват във въстанието и обсаждат зимния лагер на легат Тит Лабиен, а ебуроните и други племена нападат зимния лагер на легат Квинт Тулий Цицерон. Индуциомар изпраща през цялата зима на 54/53 пр.н.е. послания към дясно-рейнските германи, за да ги накара да участват във въстанието.
След победата на Цезар над ебуроните при зимния лагер на Цицерон, Индуциомар прекъсва обсадата и се връща обратно с войските си в земите на треверите. Репутацията на Индуциомар става „в цяла Галия“ толкова голяма, че получава от всякъде послания и много нови въоръжени. Индуциомар свиква „въоръжено Народно събрание“, което по галска традиция означава отваряне на война. Той обявява про-римския Цингеторикс за враг на племето и му взема имотити. След това Индуциомар обсажда отново окрепения лагер на Лабиен. Римляните ги изненадват и убиват Индуциомар. Главата му занасят в лагера на Лабиен. След това Цезар има малко спокойствие в Галия.
Роднините на Индуциомар продъжават въстанието, но са унищожени от Лабиен. Треверите се подчиняват, на зета на Индуциомар, Цингеторикс, се дава отново главното ръководство във война и мир.
Тревериският княз Индуциомар не трябва да се бърка с княза на алоброгите със същото име, който през 69 пр.н.е. в речта на Цицерон Pro M. Fonteio е назован в един процес като свидетел.